# Transportproblem
Das Transportproblem (auch Transportmodell) ist ein Optimierungsproblem und eine Fragestellung aus dem Operations Research: Zum Transport einheitlicher Objekte von mehreren Angebots- zu mehreren Nachfrageorten ist ein optimaler, d. h. kostenminimaler Plan zu finden, wobei die vorhandenen und zu liefernden Mengen an den einzelnen Standorten gegeben sowie die jeweiligen Transportkosten pro Einheit zwischen allen Standorten bekannt sind.
Bereits 1781 formulierte Monge ein allgemeines Transportproblem mathematisch. Beim Standardfall einer bezüglich der Transportmengen linearen Kostenfunktion handelt es sich um ein Problem der linearen Optimierung, für das neben den Standardmethoden wie Simplex-Verfahren spezielle Lösungsalgorithmen existieren. Als eines der ersten Themengebiete des Operation Research wurde das Problem schon 1939 von Kantorowitsch als mathematisches Modell formuliert. In den 1950er Jahren entwickelten Dantzig, Charnes und William W. Cooper sowie Ford und Fulkerson verschiedene Lösungsalgorithmen.
Das klassische Transportproblem ohne Kapazitätsbeschränkungen auf den Transportwegen ist ein Spezialfall des kapazitierten Transportproblems, das für Wege Mindest- oder Höchsttransportmengen festlegt. Klassisches und kapazitiertes Transportproblem sind wiederum Spezialfälle des (kapazitierten) Umladeproblems, bei dem es neben Angebots- und Nachfrageorten noch reine Umladeorte gibt. Ein Sonderfall des Transportproblems ist das Zuordnungsproblem, bei dem an jedem Ort nur eine Einheit angeboten bzw. nachgefragt wird.

## Mathematische Formulierung des klassischen Transportproblems
Das klassische Transportproblem ohne Kapazitätsbeschränkungen wird durch folgende Daten beschrieben: m Angebotsorte {\displaystyle A_{i}} stellen Mengen von {\displaystyle a_{i}} des Gutes ({\displaystyle i=1,\dotsc ,m}) bereit, n Nachfrageorte {\displaystyle B_{j}} fragen das Gut in den Mengen {\displaystyle b_{j}} nach ({\displaystyle j=1,\dotsc ,n}). Die Mengen müssen größer oder gleich null sein, zudem muss das Gesamtangebot gleich der Gesamtnachfrage sein (ausgeglichenes Transportproblem). Ist dies im ursprünglichen Problem nicht der Fall, ist ein fiktiver Angebots- bzw. Nachfrageort einzuführen, der die Überschussnachfrage bereitstellt, bzw. das Überschussangebot aufnimmt. Des Weiteren sind – zum Beispiel in einer Matrix C – die nicht-negativen Kosten {\displaystyle c_{ij}} für den Transport einer Mengeneinheit von Angebotsort {\displaystyle A_{i}} zum Nachfrageort {\displaystyle B_{j}} gegeben. Transportkosten von bzw. zu einem fiktiven Ort werden auf Null gesetzt. Kann zwischen zwei Orten nichts transportiert werden, so sind die entsprechenden Transportkosten unendlich.

### Formulierung als lineares Programm
Im Transportplan bezeichnet {\displaystyle x_{ij}} die Transportmenge, die von {\displaystyle A_{i}} nach {\displaystyle B_{j}} transportiert wird. Die Gesamtkosten ergeben sich, indem man für jeden Transportweg die ermittelte Transportmenge mit den Kosten für den Transport auf dem jeweiligen Transportweg multipliziert und diese Produkte summiert. Gesucht ist ein Transportplan mit minimalen Kosten, der die Beschränkungen hinsichtlich der lieferbaren Mengen einhält und die Nachfrage an allen Nachfrageorten erfüllt. Mit den eingeführten Bezeichnern ergibt sich dann das mathematische Modell des Transportproblems:
Minimiere die Zielfunktion {\displaystyle z=\sum _{i=1}^{m}\sum _{j=1}^{n}c_{ij}x_{ij}}
unter den Nebenbedingungen
1. {\displaystyle \sum _{j=1}^{n}x_{ij}=a_{i}\quad \forall i}
2. {\displaystyle \sum _{i=1}^{m}x_{ij}=b_{j}\quad \forall j}
3. {\displaystyle x_{ij}\geq 0\quad \forall i\forall j}

Die erste Nebenbedingung beschreibt, dass das Angebot an jedem Angebotsort komplett abgerufen werden soll, während die zweite für jeden Nachfrageort festlegt, dass die Nachfrage vollständig erfüllt werden soll. Alle Transportmengen müssen nichtnegativ sein. Oftmals wird auch die Ganzzahligkeit der Transportmengen gefordert, d. h. {\displaystyle x_{ij}\in \mathbb {N} _{0}}.
Falls die zu Beginn aufgeführten Bedingungen ({\displaystyle a_{i}\geq 0,\ b_{j}\geq 0,\ c_{ij}\geq 0{\rm {\ und\ }}\sum a_{i}=\sum b_{j}}) erfüllt und alle Wege benutzbar sind ({\displaystyle c_{ij}\neq \infty \ \forall i\forall j}), so existiert mindestens eine Lösung für das Transportproblem. Kann zwischen einigen Orten nichts transportiert werden, so ist die Existenz einer Lösung nicht gesichert.

### Formulierung als Minimum-Cost Flow Problem
Mit Hilfe von Graphen kann das Problem auch als Minimum-Cost Flow Problem formuliert werden. Dabei geht es darum, in einem Graphen mit Kantenkosten zwischen zwei Knoten einen kostenminimalen Fluss mit gegebenem Flusswert zu finden. Jeder Ort wird hierbei durch einen Knoten repräsentiert, und von jedem Angebotsort zu jedem Nachfrageort wird eine Kante gezogen, deren Kosten den Transportkosten entsprechen. Zusätzlich werden zwei besondere Knoten {\displaystyle s} und {\displaystyle t} eingeführt. Knoten {\displaystyle s} wird mit allen Angebotsorten verbunden und {\displaystyle t} mit allen Nachfrageorten, wobei diese Kanten den Kostenwert 0 und als Kapazität die jeweiligen Angebots- bzw. Nachfragemengen der zugehörigen Knoten haben. Anschließend wird ein kostenminimaler Fluss mit der Gesamtnachfrage als Flusswert von {\displaystyle s} nach {\displaystyle t} bestimmt. Der ermittelte Fluss auf der Kante zwischen {\displaystyle A_{i}} und {\displaystyle B_{j}} gibt an, wie viel zwischen diesen beiden Orten transportiert wird.

## Beispiel
Ein Getränkeproduzent hat einen einmaligen Auftrag zur Lieferung von 30 Tankladungen eines speziellen Getränks erhalten, das an den Produktionsstätten Hamburg (16 Ladungen) und Paris (14 Ladungen) auf Lager liegt. Laut Auftrag sollen 15 Ladungen nach Lissabon, 5 nach Barcelona und 10 nach Florenz geliefert werden. In der Kalkulation wurden daraufhin überschlägig die Transportkosten je Tankladung ermittelt. Folgende Tabelle fasst die Datensituation zusammen:
| von \ nach                      | Lissabon {\displaystyle (B_{1})} | Barcelona {\displaystyle (B_{2})} | Florenz {\displaystyle (B_{3})} | Angebot |
| Hamburg ({\displaystyle A_{1}}) | 2800 km                          | 1800 km                           | 1400 km                         | 16 TL   |
| Hamburg ({\displaystyle A_{1}}) | 6 T€                             | 4 T€                              | 3 T€                            | 16 TL   |
| Paris ({\displaystyle A_{2}})   | 1900 km                          | 1100 km                           | 1100 km                         | 14 TL   |
| Paris ({\displaystyle A_{2}})   | 3 T€                             | 2 T€                              | 2 T€                            | 14 TL   |
| Nachfrage                       | 15 TL                            | 5 TL                              | 10 TL                           | 30 TL   |

Da die hinreichenden Bedingungen für die Existenz einer Lösung gegeben sind, existiert mindestens ein Transportplan für dieses Transportproblem. Gesucht ist nun eine optimale Lösung zu folgendem linearen Optimierungsproblem:
Minimiere
{\displaystyle z=6x_{11}+4x_{12}+3x_{13}+3x_{21}+2x_{22}+2x_{23}}
unter den Nebenbedingungen
1. Angebot
  - {\displaystyle x_{11}+x_{12}+x_{13}=16}
  - {\displaystyle x_{21}+x_{22}+x_{23}=14}

2. Nachfrage
  - {\displaystyle x_{11}+x_{21}=15}
  - {\displaystyle x_{12}+x_{22}=5}
  - {\displaystyle x_{13}+x_{23}=10}

3. Keine negativen Transporte
  - {\displaystyle x_{ij}\geq 0}

Hier bezeichnet beispielsweise {\displaystyle x_{21}} die Menge, die von Paris ({\displaystyle A_{2}}) nach Lissabon ({\displaystyle B_{1}}) transportiert werden soll.

## Lösungsverfahren

### Exakte Verfahren
In der oben vorgestellten Formulierung als lineares Programm lässt sich das Problem beispielsweise mit dem Simplex-Verfahren optimal lösen. Sofern die Angebots- und Nachfragemengen ganzzahlig sind und eine zulässige Lösung existiert, liefert das Simplex-Verfahren für dieses spezielle Problem immer eine ganzzahlige Lösung, da aufgrund der totalen Unimodularität der Nebenbedingungsmatrix jede Ecke des zugehörigen Polyeders ganzzahlig ist. Für dieses Problem kann statt des allgemeinen Simplex-Verfahrens auch die Netzwerk-Simplexmethode verwendet werden, eine schnellere Variante, die speziell für Min-Cost-Flow-Probleme geeignet ist.
Alternativ kann das Problem auch mit einem beliebigen kombinatorischen, also nicht auf linearer Optimierung beruhenden, Algorithmus zum Finden kostenminimaler Flüsse gelöst werden.

### Eröffnungsheuristiken
Mehrere iterative Verfahren suchen erst mit Hilfe einer einfachen Eröffnungsheuristik eine zulässige Ausgangslösung (auch Basislösung genannt) und versuchen dann, diese durch eine Verbesserungsheuristik zu verbessern. Folgende Verfahren werden hierbei üblicherweise als Eröffnungsheuristik verwendet (aufsteigend nach dem Aufwand geordnet):
- Nord-West-Ecken-Verfahren
- Zeilen- und Spaltenfolgeverfahren
- Zeilen-Spalten-Sukzession
- Matrixminimumverfahren (auch Rangfolgeverfahren, aufsteigende Indexmethode oder Spaltenminimum-Methode[2])
- Vogelsche Approximationsmethode (VAM, VAV)
- Frequenzmethode[3]

In den meisten Fällen führt die relativ aufwändige Vogelsche Approximationsmethode relativ schnell eine optimale Lösung herbei. In der Datenverarbeitung wird häufig die Nord-West-Ecken-Methode bevorzugt, weil sie einfacher zu programmieren ist und die Zahl der benötigten Iterationen nicht ins Gewicht fällt.

### Verbesserungsverfahren
Aus einer zulässigen Ausgangslösung kann iterativ eine Optimallösung ermittelt werden. Als Verfahren kommen beispielsweise in Frage
- die Zyklenmethode (Stepping-Stone-Methode)
- die MODI-Methode, auch Potentialverfahren genannt.

Bei beiden Methoden werden einzelne Zellen der Tabelle überprüft, inwieweit ihre Änderung eine Verbesserung der Kostensituation herbeiführt. Dabei pflanzt sich die Änderung in andere Zellen fort. Diese Änderungen können als geschlossener Kreis beschrieben werden. Es werden so oft Zellen geändert, bis keine Verbesserung mehr möglich ist und das Optimum erreicht worden ist. Die MODI-Methode führt in endlich vielen Schritten zu einer Optimallösung, wenn die oben genannten Bedingungen erfüllt sind. Mit ihr wird die optimale Lösung im Allgemeinen schneller gefunden als mit der Zyklenmethode.